# Need for Speed: Hot Pursuit 2
Need for Speed: Hot Pursuit 2 (även känd som NFS6, NFS: HP2 och Hot Pursuit 2) är ett racingspel inom Need for Speed-spelserien (den sjätte), som gavs ut av EA Games under 2002. Det är det första i serien som släpptes till den sjätte generationens konsoler. PS2-versionen av spelet har dock betydligt fler spelfunktioner än vad andra konsoler har.

## Gameplay
Spelet går ut på att försöka smita från polisen, som hela tiden jagar dig. Spelaren får ett visst antal poäng när en blå mätare indikerar att polisen är för långt ifrån dig och därmed inte kan ta dig. Spelaren får också bonuspoäng efter varje varv, men detta endast får man endast om spelaren leder under racet. Dessa ihopsamlade poäng kan man senare utnyttja för att till exempel låsa upp tidigare oupplåsta bilar eller banor.
I spelet finns även tävlingar, med poängsamling, i form av särskilda utslagstävlingar och förstplaceringar.

## Banor
Tävlingarna i spelet sker inom fem olika miljöer, med tre banor per miljö. De olika banorna i en miljö består av olika vägar som är antingen ansluten eller skiljs åt av vägspärrar.
Fjällbanorna i spelet är:
- Alpine Trail
- Autumn Crossing
- Fall Winds

Ökenbanorna i spelet (endast inom PS2-versionen) är:
- Desert Heat
- Outback
- Rocky Canyons

Medelhavsbanorna i spelet är:
- Calypso Coast
- Mediterranean Paradise
- Wine Country/Ancient Ruins (PS2)

Tropiska banorna i spelet är:
- Island Outskirts
- Palm City Island
- Tropical Sunset/Tropical Circuit (PS2)

Skogsbanorna i spelet är:
- Coastal Parklands
- National Forest
- Scenic Drive

## Bilsorter
- Aston Martin V12 Vanquish
- BMW M5
- BMW Z8
- Chevrolet Corvette Z06
- Dodge Viper GTS
- Ferrari 360 Spider
- Ferrari F50
- Ferrari 550 Barchetta
- Ford Mustang Cobra
- Ford TS-50
- HSV Coupe GTS
- Jaguar XKR
- Lamborghini Diablo VT 6.0
- Lamborghini Murciélago
- Lotus Elise
- McLaren F1 LM
- Mercedes-Benz CL-klass
- Mercedes Benz CLK GTR
- Opel Speedster
- Porsche 911 Turbo
- Porsche Carrera GT
- Vauxhall VX220

### Polisbilsorter
- BMW M5 Police
- Chevrolet Corvette Z06 Police
- Ford Crown Victoria
- Ford Mustang Cobra Police
- Lamborghini Murciélago Police och Diablo Police
- Porsche 911 Police
- Dodge Viper Police
- HSV Coupe Police